# Towarzystwo Sympatyków Historii
Towarzystwo Sympatyków Historii – towarzystwo założone w 1997 roku w Krakowie przez grupę pasjonatów najnowszej historii Polski. 
Przez kilka lat swojego istnienia prowadziło dwie serie wydawnicze: Małopolski słownik biograficzny uczestników działań niepodległościowych 1939-1956 (ukazało się drukiem pod ich szyldem 9 tomików, kolejne trzy tomy zostały wydane po likwidacji Towarzystwa) oraz Dokumenty Armii Krajowej Okręg Kraków (ukazały się trzy tomy). 
Przy współpracy z wydawnictwem BARBARA Handel Usługi Produkcja B. Gąsiorowska opublikowano także kilkanaście innych książek dotyczących militariów, historii II wojny światowej i historii harcerstwa. W 2003 roku. Towarzystwo rozwiązało się. Jego działalność wydawniczą przejęła komercyjna firma.

## Publikacje wydane przez TSH
- Kraków między wojnami Czesław Brzoza, 1998 rok
- Małopolski słownik biograficzny pod red. Gąsiorowski Teodor t.1-7 w latach 1998 - 2003
- Dokumenty Armii Krajowej Okręg Kraków -
- Informator statystyczny do dziejów społeczno-gospodarczych Galicji. Skauting polski w Galicji w latach 1911-1918. wraz z UJ Polskie Towarzystwo Statystyczne, Pankowicz Andrzej, Wojtycza Janusz, 2000 rok,  ISBN 83-912784-9-2
- Stosunki polsko-ukraińskie 1939-1947, Andrzej Leon Sowa, Kraków 1998, ISBN 83-909631-5-8